# Sayyid Ali Hamadani

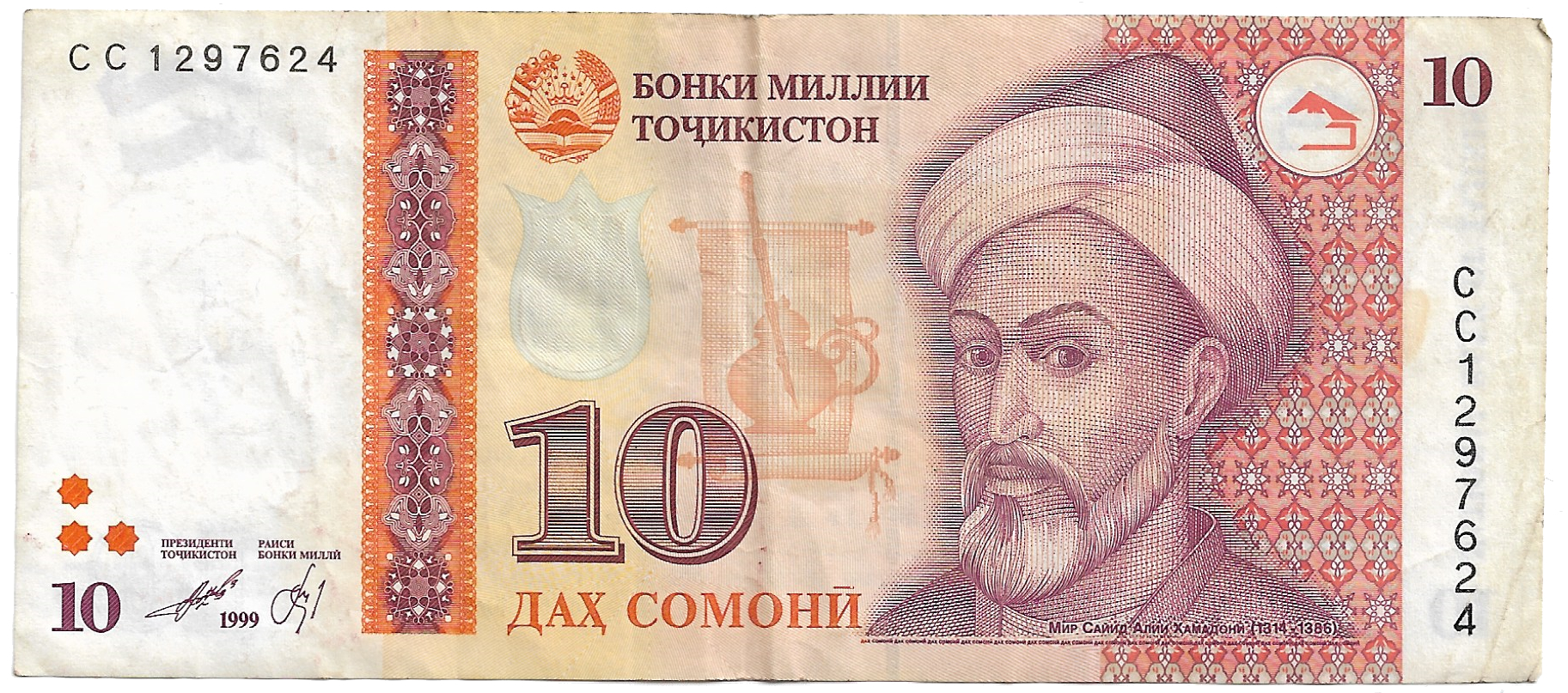
Hamadani auf einer tadschikischen Somoni-Banknote

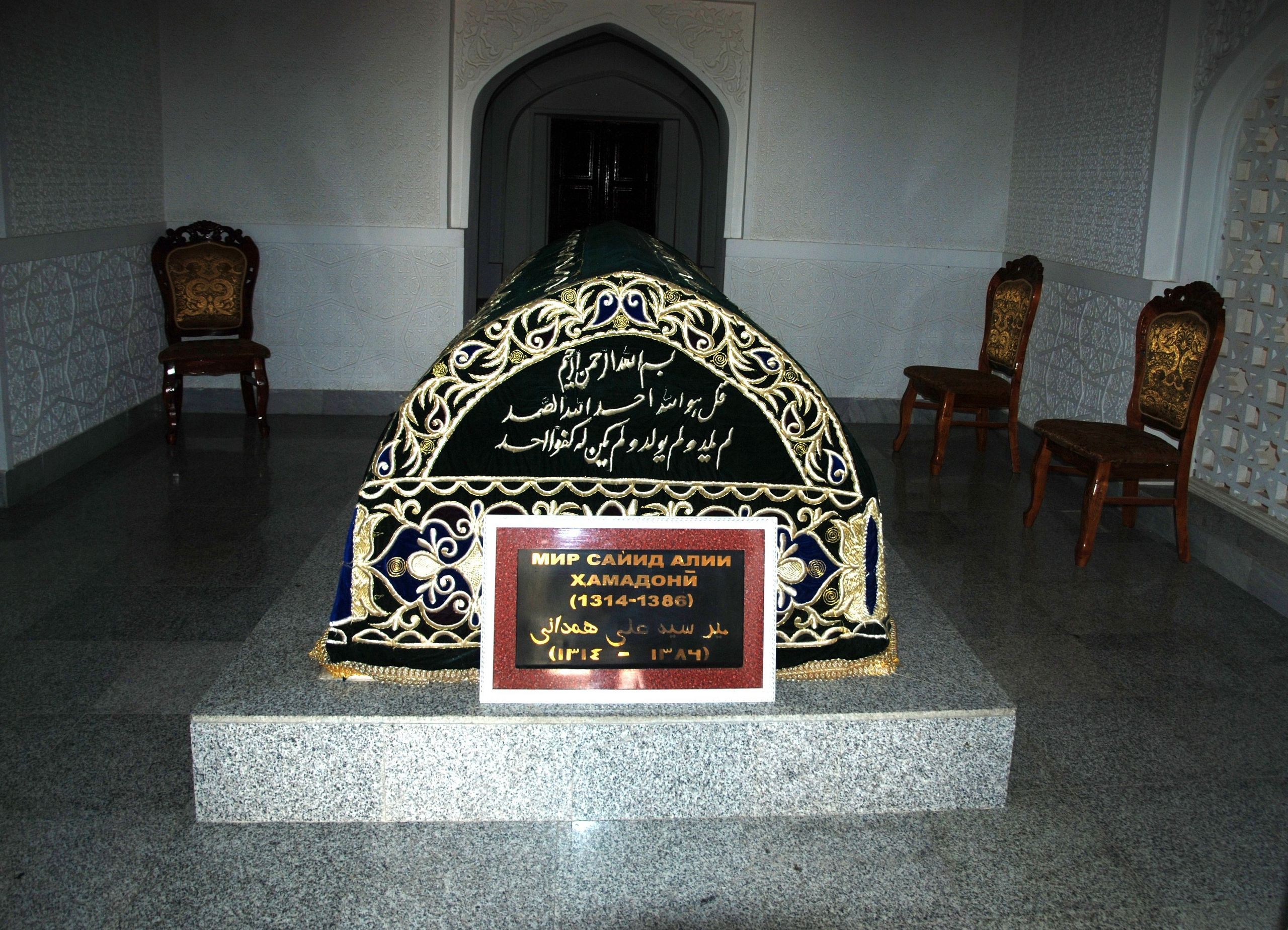
Mausoleum für Ali Hamadani in Kulob

Sayyid Ali Hamadani (persisch میر سید علی همدانی Mīr Seyyed ʿAlī Ḥamdānī, geb. 1314 Hamadan; gest. 1384) war ein islamischer Mystiker persischer Abstammung und ein Mitglied der Tariqa Kubrawiyya.
Hamadani stammte aus einer vornehmen Familie und genoss während seiner Jugend eine sufische Erziehung. Später reiste er viel, von Persien, Chorasan, Afghanistan, Irak bis nach Sri Lanka. Im Jahr 1379 erreichte er Kaschmir. Der Überlieferung nach traf er dort mit einer Gefolgschaft von siebenhundert Anhängern ein. Da dieses Gebiet erst kurz zuvor zum Islam bekehrt worden war, trug Hamadani weitgehend dazu bei, muslimisches Gedankengut in Kaschmir heimisch werden zu lassen.
Hamadani verfasste verschiedene Kommentare zu religiösen und mystischen Werken, einschließlich Ibn Arabis Fusus al-hikam. Darüber hinaus schrieb er selbst zahlreiche Werke auf Arabisch und Persisch.
Eine Chaneqah befindet sich ihm zu Ehren in Srinagar, die Anlage wurde auf den Grundmauern eines älteren hinduistischen Tempels errichtet. Der urs (Todestag eines Sufiheiligen) wird in dieser Stadt bis in die Gegenwart groß gefeiert. Nach dem Tod Hamadanis verlor die Kubrawiyya an Einfluss auf dem indischen Subkontinent und wurde im Laufe der Zeit von der Chishtiyya, Suhrawardiyya, Qadiriyya und ab etwa 1600 der Naqschbandīya verdrängt. Hamadani starb im heutigen Afghanistan, als er sich auf dem Weg von Srinagar nach Mekka beim Haddsch befand.
Sein Grabmal wird in einem Mausoleum in Kulob (Tadschikistan) verehrt. Ein Museum dort zeigt Handschriften Hamadanis.